# Mala Krsna
Mala Krsna (em cirílico: Мала Крсна) é uma vila da Sérvia localizada no município de Smederevo, pertencente ao distrito de Podunavlje, na região de Podunavlje. A sua população era de 1540 habitantes segundo o censo de 2011.

## Demografia
| 1948 | 1953 | 1961 | 1971 | 1981 | 1991 | 2002 | 2011 |
| ---- | ---- | ---- | ---- | ---- | ---- | ---- | ---- |
| 1434 | 1497 | 1817 | 1782 | 1853 | 1829 | 1753 | 1540 |